# Gyújtottam gyertyát a vőlegénynek
A Gyújtottam gyertyát a vőlegénynek kezdetű lakodalmas éneket Kodály Zoltán gyűjtötte Mohiban 1912-ben.
A gyertyástánc a lakodalmak legünnepélyesebb része volt, az északnyugati magyar falvakban az e szócikkbelivel rokon dallammal. A  
  alakú ütempárokból álló ritmus a XVI–XVII. században népszerű olasz–francia ugrós tánc, a volta(en) és gagliarda(en) hatását mutatja.
A táncot a vőfély járja a menyasszonnyal, gyakran a nyoszolyólányok a párjukkal, vagy akár az egész násznép részvételével, egy kör körül csigavonalban. A tánc elején mindenkinek égő gyertya van a kezében, melyeket a vőfély a tánc egyes szakaszai között egy rigmus kíséretében elfúj. Amikor minden gyertya elaludt, a vőfély megszökteti a menyasszonyt, a résztvevők pedig utánuk dobják az elfújt gyertyákat.
Feldolgozás:
| Szerző        | Mire     | Mű         | Előadás |
| ------------- | -------- | ---------- | ------- |
| Kodály Zoltán | daljáték | Háry János | [ 2 ]   |

## Kotta és dallam
| Gyújtottam gyertyát a vőlegénynek, láttam személyit a menyasszonynak. Hej, pártám, pártám, gyöngyös koszorúm, majd szögre teszlek, édes hajfonóm. | Hopp ide tisztán, a padlódeszkán! Nem leszek többé nyoszolyóleány. Ha leszek, leszek, menyasszony leszek, a vőlegénynek hű párja leszek. | 1) |

## Felvételek
- Elmennék a zölderdőbe - Bőg a bárány... - Ne sirasd... - Gyújtottam gyertyát - A... Dévai Nagy Kamilla  YouTube (1994. szeptember 3.)  (Hozzáférés: 2016. szeptember 11.) (audió) 6:12–7:30.
- Gyújtottam gyertyát - Szájról szájra. Gábor Juhász, Nikola Parov, László Mester, Zoltán Kovács, András Dés  YouTube (2008. december 8.)  (Hozzáférés: 2016. szeptember 11.) (audió) 1:28–2:24.
- Gyújtottam gyertyát. YouTube (2014. december 9.)  (Hozzáférés: 2016. szeptember 11.) (audió)

## Kapcsolódó lapok
- Hopp ide tisztán (hasonló dallam)
- Elment a két lány virágot szedni (hasonló dallam)